# Konya
Konya là một thành phố tự trị (büyük şehir) đồng thời cũng là một tỉnh (il) nằm ở vùng Trung Anatolia của Thổ Nhĩ Kỳ. Với diện tích 41.001 km² và dân số thời điểm năm 2014 là hơn 2.108.808 người, đây là đơn vị hành chính cấp tỉnh lớn nhất và đứng thứ 7 về dân cư tại Thổ Nhĩ Kỳ.

## Hành chính
Trước năm 2012, trung tâm tỉnh Konya trước đây là thành phố tỉnh lỵ (merkez ilçesi) Konya. Năm 1987, vùng đô thị xung quanh thành phố tỉnh lỵ Konya được công nhận hưởng quy chế đô thị tự quản (büyük şehir). Năm 2012, Thổ Nhĩ Kỳ thông qua luật công nhận các tỉnh có dân số trên 750.000 người là những thành phố tự trị (büyükşehir belediyeleri). Theo đó, thành phố tỉnh lỵ Konya cũ được giải thể và chia về các huyện. Hiện tại, thành phố Konya được chia thành 31 huyện hành chính như sau:

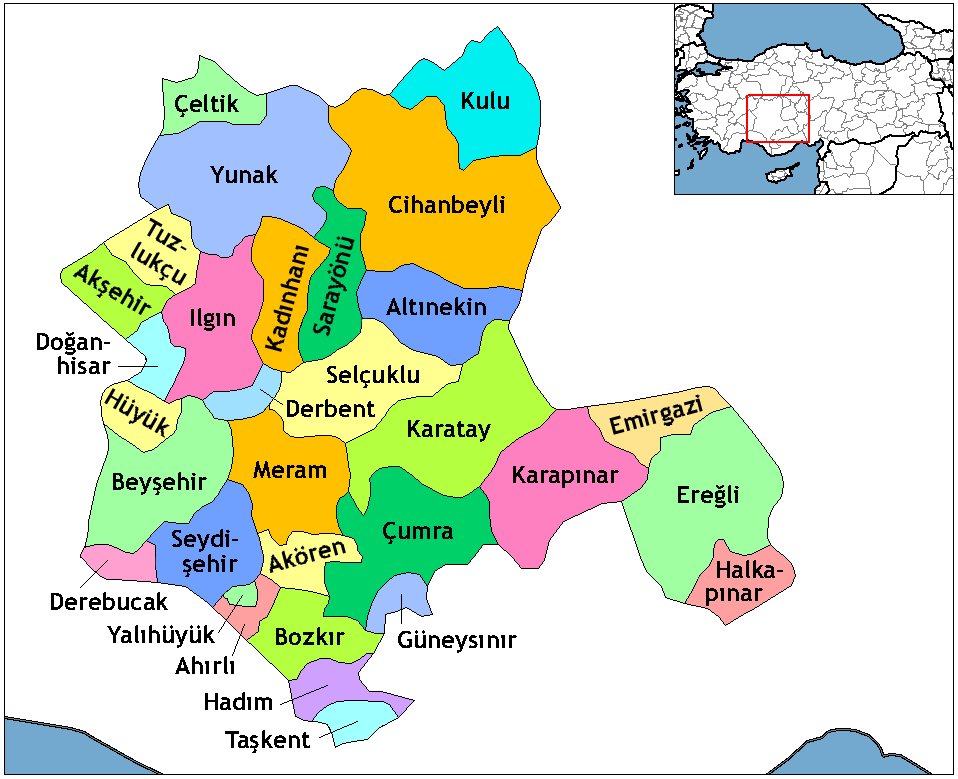
Địa giới hành chính của thành phố Konya

| - Ahırlı - Akören - Akşehir - Altınekin - Beyşehir - Bozkır - Cihanbeyli - Çeltik - Çumra - Derbent - Derebucak - Doğanhisar - Emirgazi - Ereğli - Güneysınır - Hadım | - Halkapınar - Hüyük - Ilgın - Kadınhanı - Karapınar - Karatay - Kulu - Meram - Sarayönü - Selçuklu - Seydişehir - Taşkent - Tuzlukçu - Yalıhüyük - Yunak |

## Khí hậu
| Dữ liệu khí hậu của Konya                             | Dữ liệu khí hậu của Konya | Dữ liệu khí hậu của Konya | Dữ liệu khí hậu của Konya | Dữ liệu khí hậu của Konya | Dữ liệu khí hậu của Konya | Dữ liệu khí hậu của Konya | Dữ liệu khí hậu của Konya | Dữ liệu khí hậu của Konya | Dữ liệu khí hậu của Konya | Dữ liệu khí hậu của Konya | Dữ liệu khí hậu của Konya | Dữ liệu khí hậu của Konya | Dữ liệu khí hậu của Konya |
| Tháng                                                 | 1                         | 2                         | 3                         | 4                         | 5                         | 6                         | 7                         | 8                         | 9                         | 10                        | 11                        | 12                        | Năm                       |
| ----------------------------------------------------- | ------------------------- | ------------------------- | ------------------------- | ------------------------- | ------------------------- | ------------------------- | ------------------------- | ------------------------- | ------------------------- | ------------------------- | ------------------------- | ------------------------- | ------------------------- |
| Cao kỉ lục °C (°F)                                    | 17.6 (63.7)               | 23.8 (74.8)               | 28.9 (84.0)               | 34.6 (94.3)               | 34.4 (93.9)               | 36.7 (98.1)               | 40.6 (105.1)              | 39.0 (102.2)              | 38.8 (101.8)              | 31.6 (88.9)               | 25.4 (77.7)               | 21.8 (71.2)               | 40.6 (105.1)              |
| Trung bình ngày tối đa °C (°F)                        | 4.6 (40.3)                | 6.9 (44.4)                | 12.5 (54.5)               | 17.6 (63.7)               | 22.8 (73.0)               | 27.4 (81.3)               | 31.0 (87.8)               | 30.9 (87.6)               | 26.7 (80.1)               | 20.4 (68.7)               | 12.7 (54.9)               | 6.3 (43.3)                | 18.3 (64.9)               |
| Trung bình ngày °C (°F)                               | −0.3 (31.5)               | 1.3 (34.3)                | 6.0 (42.8)                | 10.9 (51.6)               | 15.9 (60.6)               | 20.5 (68.9)               | 24.1 (75.4)               | 24.0 (75.2)               | 19.4 (66.9)               | 13.4 (56.1)               | 6.2 (43.2)                | 1.5 (34.7)                | 11.9 (53.4)               |
| Tối thiểu trung bình ngày °C (°F)                     | −3.9 (25.0)               | −3.3 (26.1)               | 0.2 (32.4)                | 4.4 (39.9)                | 9.0 (48.2)                | 13.6 (56.5)               | 17.1 (62.8)               | 17.2 (63.0)               | 12.3 (54.1)               | 7.0 (44.6)                | 0.8 (33.4)                | −2.2 (28.0)               | 6.0 (42.8)                |
| Thấp kỉ lục °C (°F)                                   | −28.2 (−18.8)             | −26.5 (−15.7)             | −16.4 (2.5)               | −8.6 (16.5)               | −1.2 (29.8)               | 1.8 (35.2)                | 6.0 (42.8)                | 5.3 (41.5)                | −3.0 (26.6)               | −8.4 (16.9)               | −20.0 (−4.0)              | −26.0 (−14.8)             | −28.2 (−18.8)             |
| Lượng Giáng thủy trung bình mm (inches)               | 35.9 (1.41)               | 23.1 (0.91)               | 27.4 (1.08)               | 34.2 (1.35)               | 38.2 (1.50)               | 27.8 (1.09)               | 6.5 (0.26)                | 6.5 (0.26)                | 15.9 (0.63)               | 29.7 (1.17)               | 34.5 (1.36)               | 45.6 (1.80)               | 325.3 (12.81)             |
| Số ngày giáng thủy trung bình                         | 10.53                     | 8.97                      | 9.80                      | 10.83                     | 12.47                     | 8.10                      | 3.00                      | 2.63                      | 4.40                      | 7.27                      | 7.13                      | 10.10                     | 95.2                      |
| Độ ẩm tương đối trung bình (%)                        | 79                        | 74                        | 65                        | 57                        | 56                        | 50                        | 41                        | 40                        | 46                        | 58                        | 72                        | 80                        | 60                        |
| Số giờ nắng trung bình tháng                          | 105.4                     | 138.4                     | 195.3                     | 216.0                     | 269.7                     | 309.0                     | 344.1                     | 334.8                     | 291.0                     | 235.6                     | 159.0                     | 102.3                     | 2.700,6                   |
| Số giờ nắng trung bình ngày                           | 3.4                       | 4.9                       | 6.3                       | 7.2                       | 8.7                       | 10.3                      | 11.1                      | 10.8                      | 9.7                       | 7.6                       | 5.3                       | 3.3                       | 7.4                       |
| Chỉ số tia cực tím trung bình                         | 2                         | 3                         | 5                         | 7                         | 9                         | 11                        | 11                        | 10                        | 7                         | 5                         | 3                         | 2                         | 6                         |
| Nguồn 1: Cơ quan Khí tượng Nhà nước Thổ Nhĩ Kỳ        |                           |                           |                           |                           |                           |                           |                           |                           |                           |                           |                           |                           |                           |
| Nguồn 2: Deutscher Wetterdienst (đo độ ẩm, 1931–1960) |                           |                           |                           |                           |                           |                           |                           |                           |                           |                           |                           |                           |                           |